# Амр ібн Якуб
Абу Хафіз Амр ібн Якуб ібн Мухаммад ібн Амр (нар. 902/903) — емір держави Саффаридів, син Якуба, брата Тахіра.

## Правління
912 року відбулось повстання проти саманідського губернатора Сістану Абу Саліха Мансура. В результаті новим правителем був проголошений 10-річний Амр ібн Якуб як єдиний нащадок Тахіра.
Невдовзі Амр був вимушений боротись із вторгненням Саманідів, які намагались відновити контроль над Сістаном. Боротьба за столицю, місто Заранг, тривала близько 9 місяців. Зрештою, 24 травня 913 року Амр здався. Останній був відправлений спочатку до Герата, а потім — до Бухари. Звідти Амра відправили до Самарканда, де було страчено лідерів повстання.
Згодом Амру вдалось виїхати до Багдада, де йому надали притулок при дворі Аббасидів. Пізніше його запросили до Сістану, де Ахмад відновив владу Саффаридів, проет Амр не мав політичної чи військової влади.